# Orgetórix
Orgetórix (em latim: Orgetorix; Data desconhecida - 61 a.C.) foi um aristocrata rico entre os Helvécios, um povo de língua celta que residia no que hoje é a Suíça durante o mandato de Júlio César na República Romana.

## Migração planejada
Em 61 a.C., convenceu os helvécios a tentarem migrar do território helvécio para o sudoeste da Gália (atual França). Ele também fez parte de um acordo clandestino com Dumnorix dos eduos e Cástico dos sequanos para tomar o controle de suas respectivas tribos pelas armas e entre eles governar a maior parte da Gália. A conspiração foi denunciada, Orgetórix foi chamado para uma audiência acorrentado perante o governo dos Helvécios, onde chegou com um pequeno exército e foi libertado, mas morreu misteriosamente em um suposto suicídio. Os helvécios continuaram com seus planos de migração, mas foram derrotados em 58 a.C. e devolvidos por Júlio César. O incidente foi o início da Guerra da Gália em que César subjugou a Gália.

## Etimologia

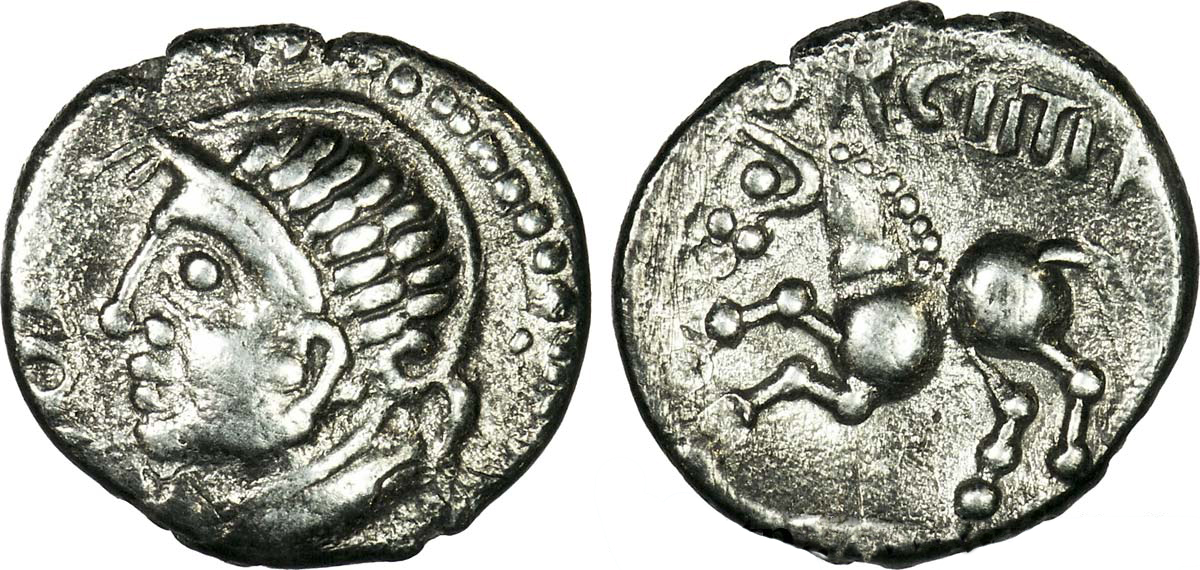
Um exemplo das moedas Orgetórix cunhadas entre os helvécios durante o tempo da magistratura de Orgetórix, quando ele estava preparando o estado para a migração, mas sua conspiração ainda não havia sido descoberta. Orgetórix é escrito ORCHTIRIX, com o C para G e o H para E.

Julius Pokorny segmenta o nome [P] orgeto-rix no qual o primeiro elemento contém orge gaulesa "matar", relacionado ao orcaid irlandês antigo "matar", da raiz indo-européia * per-g-, "bater". O segundo elemento é manifestamente celta rīx, "rei:" "rei-guerreiro", o que não implica que o dono do nome seja necessariamente um governante legal. Embora Orgetórix tivesse aspirações nessa direção, ele não era um governante legal.

## Posição social
De acordo com César, no Livro 2 de De Bello Gallico, Orgetórix era de longe o mais rico e nobre. Ele se tornou um embaixador em nome dos helvécios para as outras tribos gaulesas e deu sua própria filha a Dumnórix como um gesto genuíno. Orgetórix falhou em sua tentativa de se tornar um dos três triúnviros governantes da Gália.

## Plano de migração
Os helvécios fizeram planos elaborados para fazer essa viagem. Segundo César, eles passaram dois anos semeando lavouras e comprando bestas de carga e pretendiam que a migração começasse no terceiro ano. O esforço veio por meio de intercâmbio matrimonial e alianças individuais entre alguns dos jovens nobres de todas as três tribos.

## Conspiração
Orgetórix pretendia fazer uma tentativa ilegal de tomar o controle de toda a Gália, com Dumnórix e Cástico como seus outros triúnviros. Desconhecido para os helvécios, Orgetórix estava fazendo um acordo para envolver o uso de soldados helvécios para assumir o controle de toda a Gália, em vez de uma mera migração. Se a conspiração fosse realizada, os eduanos, sequanos e helvécios, sob o trio, teriam toda a Gália à sua disposição.

## Julgamento e morte
Rivais entre os helvécios descobriram a trama de Orgetórix e agiram para levá-lo a julgamento, com pena de morte por queimadura se ele fosse considerado culpado. Ao ajudar seus esforços para evitar esse destino, Orgetórix adquiriu entretanto um séquito pessoal significativo, além de ter convocado um exército de mais de 10.000 homens em armas, além de seus clientes, seguidores e dependentes mobilizados.
Muitos helvécios suspeitaram que Orgetórix cometeu suicídio, em vez de enfrentar a morte na fogueira. De acordo com relatos romanos, ele conseguiu escapar de defender seu caso, mas como os magistrados expulsaram a multidão de pessoas dos campos, Orgetórix morreu. No entanto, os helvécios continuaram sua tentativa de migrar.